# Journal de 18 heures (télévision tunisienne)
Le journal de 18 heures de la Télévision Tunisienne, plus connu sous le nom de journal régional, est un journal télévisé tunisien diffusé sur la Télévision tunisienne 1 à 18 heures. Jusqu'en 2012, cette édition est diffusée à 18 h 30.
Il s'agit d'une édition accessible aux sourds et aux malentendants en utilisant la langue des signes.

## Histoire
Sa diffusion débute vers 1988 sur la RTT1, l'actuelle Télévision tunisienne 1, diffusée par l'Établissement de la radiodiffusion-télévision tunisienne puis par l'Établissement de la télévision tunisienne.

## Présentateurs
Le journal est présenté chaque jour par un présentateur.
- Imed Barboura
- Dora Dhaoui